# Ampelocissus madulidii
Ampelocissus madulidii är en vinväxtart som beskrevs av A. Latiff. Ampelocissus madulidii ingår i släktet Ampelocissus och familjen vinväxter. Inga underarter finns listade i Catalogue of Life.